# Billaberget
Billaberget är ett naturreservat vid Billsta i Själevads socken i Ångermanland, cirka 2 km väster om Själevadsfjärden. Reservatet är 50 hektar stort och inrättades 2006.
Berget är ett så kallat sydväxtberg. En sydlig brant, kallad Svarthällen, skapar ett gynnsamt lokalklimat. På berget växer många arter som man annars finner längre söderut. Här finns till exempel ett av Sveriges nordligaste bestånd av hassel. På den östra flackare stigningen förekommer klapperstensfält och andra spår efter inlandsisen. Vid sydöstra bergsfoten finns också forntida gravplatser. Högsta punkten, 235 m ö.h., kallas Galtstången och var förr plats för en vårdkase.